# Lepiota obscura
Lepiota obscura är en svampart som först beskrevs av Locq. ex Bon, och fick sitt nu gällande namn av Marcel Bon 1958. Lepiota obscura ingår i släktet Lepiota och familjen Agaricaceae.   Inga underarter finns listade i Catalogue of Life.